# La noche de las mujeres
La noche de las mujeres (女ばかりの夜 Onna bakari no yoru?, lit. "Nada más que mujeres de la noche") es una película dramática japonesa de 1961 escrita por Sumie Tanaka y dirigida por Kinuyo Tanaka. Fue la segunda colaboración de la directora y la guionista después de Pechos eternos de 1955.

## Sinopsis
A finales de la década de 1950, las leyes contra la prostitución cerraron los burdeles en Japón. La señora Nogami es directora de un centro de rehabilitación para antiguas prostitutas, donde convive toda una galería de mujeres pintorescas. Entre ellos, la joven Kuniko está especialmente motivada para encontrar su lugar en la sociedad japonesa. Con la ayuda de la Sra. Nogami, encuentra trabajo en una tienda de comestibles en Tokio. Aunque al principio todo va bien, todo cambia cuando se descubre su condición de exprostituta. Luego experimenta hostilidad y sospecha por parte de la esposa del tendero, así como también solicitaciones por parte de los clientes habituales de la tienda. Por lo que Kuniko se ve obligada a dejar su trabajo y regresar al centro.
Después de otra desafortunada experiencia en la fábrica de Murata, Kuniko finalmente encuentra un lugar donde es aceptada en un vivero de rosas dirigido por la Sra. Shima. Tsukasa, el jardinero del vivero, la toma bajo su protección, le enseña el oficio y se enamora de ella. Tsukasa está decidido a casarse con Kuniko. Pero su familia de origen noble se opone violentamente a tal unión, y el ex de Kuniko termina encontrándola. Una vez más, Kuniko decide huir.
Tsukasa declara que sigue decidido a casarse con Kuniko, incluso si eso significa ser repudiado por su familia. La Sra. Nogami le muestra una carta de Kuniko, en la que declara que siempre estará agradecida por haber conocido a Tsukasa, quien la animó a ser mejor persona. La última escena de la película muestra a Kuniko trabajando como ama en Bōsō.

## Reparto
- Chisako Hara como Kuniko
- Akemi Kita como Chieko
- Chieko Naniwa como Kameju
- Misako Tominaga como Yoshimi
- Kazue Tagami como Matsuko
- Chieko Seki como Koyuki
- Hisako Tahara como Ruko
- Noriko Sengoku como Shizuka
- Masumi Harukawa como Harada
- Mieko Hirabayashi como Yamashita
- Yoko Shinjō como Kishi
- Chikage Awashima como la Sra. Nogami
- Sadako Sawamura como Kitamura
- Fumiko Okamura como Okada
- Kokinji Katsura como Tatsukichi Takagi
- Chieko Nakakita como Yoshi Takagi
- Kin Sugai como supervisor de fábrica
- Eijirō Sakauchi como el dueño de la fábrica Murata
- Yoshiko Nogawa como Kimiko
- Kyōko Kagawa como la Sra. Shima
- Akihiko Hirata como el Sr. Shima
- Yōsuke Natsuki como Tsukasa Hayakawa
- Kiyomi Mizunoya como la esposa del sacerdote del templo.
- Hisaya Itō como un hombre del pasado

## Recepción y legado
Ayako Saito señala en el libro Tanaka Kinuyo: Nation, Stardom and Female Subjectivity que el final de la película difiere del de la novela Michi Aredo de Masako Yana, de la que es una adaptación. En la novela, la heroína Kuniko termina volviendo a las calles y a la prostitución. Kinuyo Tanaka y Sumie Tanaka querían una conclusión menos pesimista para la película; la última escena de la película muestra a Kuniko trabajando como ama (buceadora japonesa que se dedica a la pesca subacuática y la recolección de perlas).
La película se mostró como parte de una retrospectiva sobre Kinuyo Tanaka en la Japan Society de Nueva York, en marzo de 1993.
Una restauración en 4K de la película se presentó en el Museo de Arte de Berkeley y el Archivo de Cine del Pacífico y en el Film at Lincoln Center en 2022 y en el Archivo Cinematográfico de Harvard en 2023.